# Victor Mayer

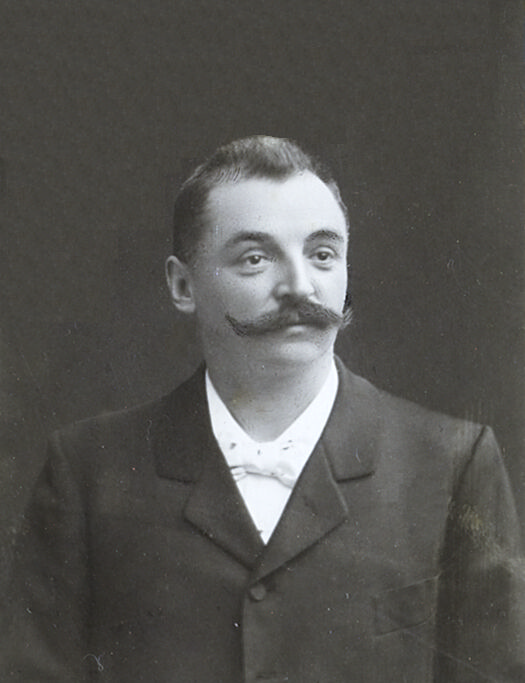
Victor Mayer um 1895

Victor Mayer (* 1. Dezember 1857 in Pforzheim; † 13. Oktober 1946 ebenda) gründete im Jahr 1890 die Schmuckmanufaktur Victor Mayer in Pforzheim. Zur Jugendstilzeit fertigte die Firma u. a. nach den Entwürfen bekannter Schmuckkünstler wie Georg Kleemann und dem Münchner Sezessionskünstler Anton Krautheimer. In der Zeit des Art déco und während der 1950er Jahre verlegte man den Schwerpunkt auf feine Gold- und Silberwaren. Ab den 1970er Jahren wurde wieder vermehrt Schmuck gefertigt. Von 1989 bis 2009 führte die Firma die Fabergé-Produktion weiter, die der russische Hofjuwelier Peter Carl Fabergé 1917 hatte aufgeben müssen. Die heutige Victor Mayer GmbH & Co. KG ist für hochwertigen Schmuck und für die Bewahrung historischer Handwerkstechniken, wie z. B. Glasemail und Guilloche, weltweit bekannt.

## Leben

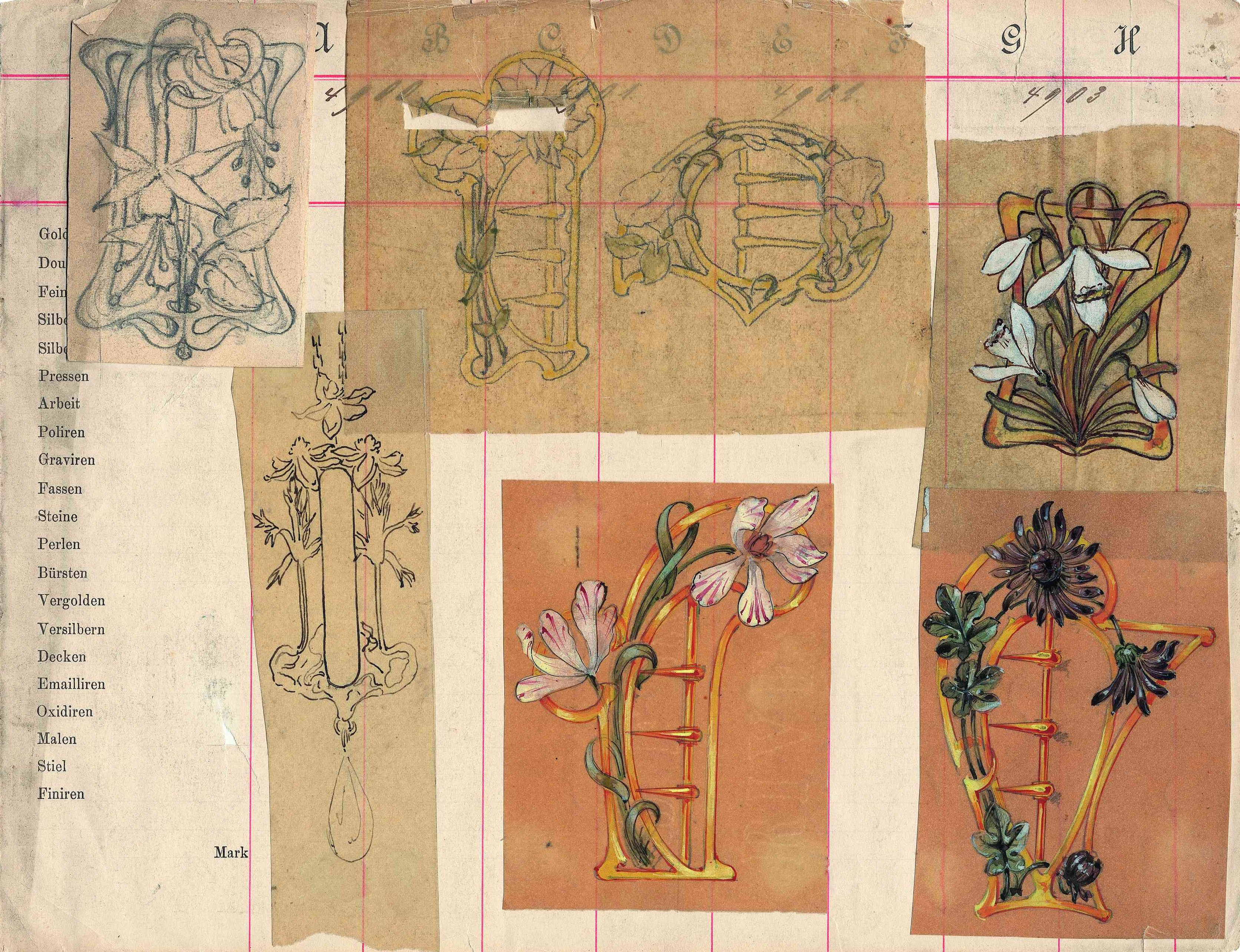
Entwurfszeichnungen von Victor Mayer für Jugendstilschmuck und Gürtelschnallen, um 1903

Victor Mayer wurde 1857 in eine Unternehmerfamilie geboren. Von 1872 bis 1877 absolvierte er eine Lehre als Stahlgraveur. Danach wurde er einer der ersten Studenten in der 1877 gegründeten Pforzheimer Kunstgewerbeschule. Nachdem er von 1879 bis 1882 seinen Militärdienst abgeleistet hatte, konnte er endlich zu einem schon länger geplanten Aufenthalt in Wien aufbrechen. Dort sammelte er Erfahrungen im Emaillieren und Guillochieren, anspruchsvolle Techniken, die bei der Firma Victor Mayer heute noch angewendet werden. Nach seiner Rückkehr nach Pforzheim setzte er seine Studien an der Großherzoglichen Kunstgewerbeschule fort und bekam Belobigungen im Zeichnen, Modellieren und Entwerfen. 1890 heiratete er Lina, geborene Niemand. Im gleichen Jahr gründete er zusammen mit dem Kaufmann Herrmann Vogel die Bijouteriefabrik Vogel & Mayer in Pforzheim. Nachdem Herrmann Vogel aufgrund von Unstimmigkeiten 1895 aus der Firma ausgeschieden war, führte Victor Mayer sie unter seinem eigenen Namen weiter. 1932 zog er sich aus dem Tagesgeschäft zurück und übergab seine Anteile zu gleichen Teilen an seinen Schwiegersohn Edmund Mohr und seinen Sohn Oskar Mayer. Er starb am 13. Oktober 1946 in Pforzheim. Seine Tochter Else Mayer war Nonne, Begründerin des Erlöserbundes und als dessen Generaloberin eine der Pionierinnen der deutschen Frauenbewegung.

## Werk

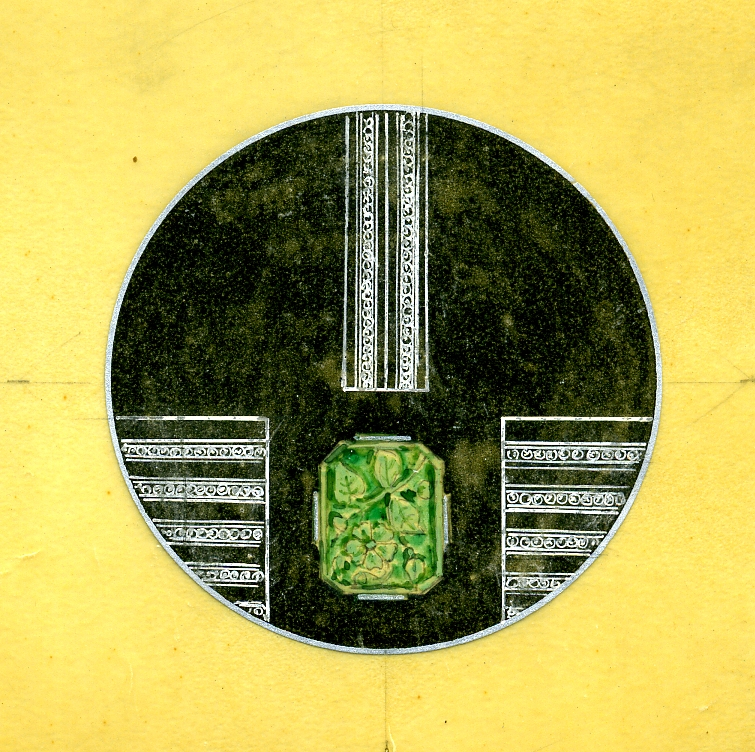
Entwurfszeichnung von Victor Mayer für eine Puderdose im Stil des Art déco, 1930er Jahre

Victor Mayers Schmuckschaffen umfasst vier Perioden: Um 1885 begann er an der Großherzoglichen Kunstgewerbeschule in Pforzheim im Stil des Historismus, machte um 1900 im Jugendstil weiter, ging nach dem Ersten Weltkrieg zum Art déco über und schloss ab 1940 mit seinen späten Entwürfen ab, die auf die 1950er Jahre vorauswiesen. Wie Dokumente aus dem Firmenarchiv belegen, war Victor Mayer bis kurz vor seinem Tod maßgeblich an der Entwurfsarbeit beteiligt; noch 1945 machte er im Alter von 88 Jahren zahlreiche Entwürfe für Schmuckwaren, die bis in die 1960er Jahre hinein verkauft wurden.

## Firmengeschichte

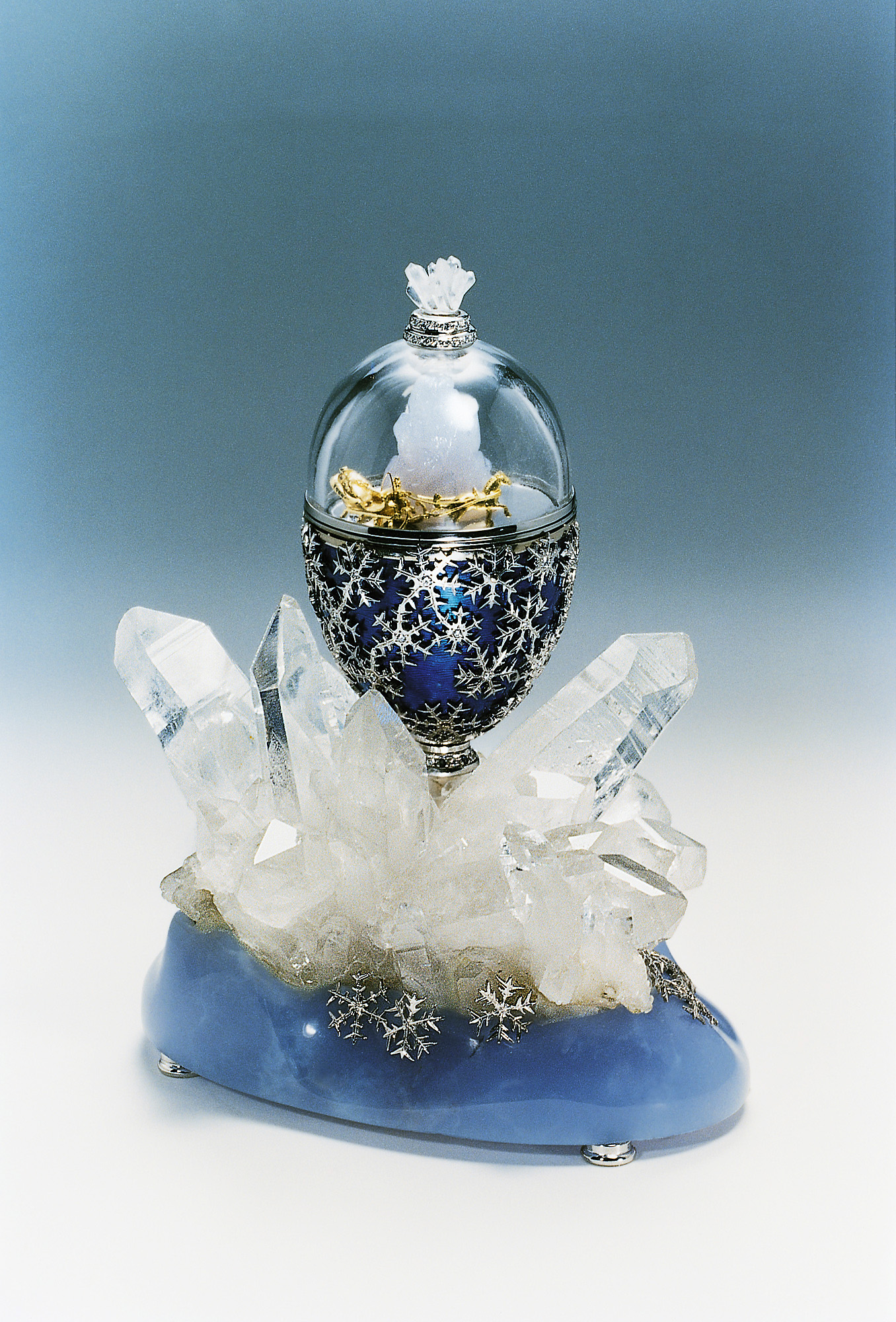
Fabergé Winter-Ei, Entwurf und Ausführung: Victor Mayer GmbH & Co. KG, Pforzheim 1997

Die Firma Victor Mayer GmbH & Co. KG wurde 1890 von Victor Mayer und Herrmann Vogel gegründet. Nach dem Ausscheiden Herrmann Vogels 1895 führte Victor Mayer sie allein unter seinem Namen weiter. Während des Ersten Weltkrieges fielen die beiden ältesten Söhne Victor Mayers, Victor und Julius. Sie waren vom Firmengründer als Nachfolger vorgesehen gewesen. Zwei seiner verbliebenen Kinder, Maria und Oskar Mayer, kümmerten sich daraufhin um die kaufmännische Seite, während Victor Mayer die technische Leitung und die Entwurfsarbeit übernahm.
Nachdem Maria Edmund Mohr geheiratet hatte, wurde dieser 1925 in die Geschäftsleitung aufgenommen. Victor Mayer zog sich 1932 offiziell aus dem Tagesgeschäft zurück und übergab seine Anteile zu gleichen Teilen an seinen einzig verbliebenen Sohn Oskar und an seinen Schwiegersohn Edmund Mohr. Bis 1965 wurde die Firma von beiden gleichberechtigt geführt.
Die beiden Enkel Victor Mayers, Herbert Mohr-Mayer und dessen Cousin Hubert Mayer, übernahmen im Jahr 1965 die Geschäftsführung. Als Hubert Mayer 1989 unerwartet starb, erwarb Herbert Mohr-Mayer die Firmenanteile seines Cousins und wurde Alleininhaber. 1989 erhielt die Firma die Lizenz zur Herstellung von Fabergé-Schmuck und Objekten wie die berühmten Fabergé-Eier. Damit hatte die Firma bis 2009 großen Erfolg.
2003 übergab Herbert Mohr-Mayer seinem ältesten Sohn Marcus Oliver Mohr die Geschäftsführung und schied aus der Firma aus. Der Urenkel Victor Mayers führt das Unternehmen nunmehr in vierter Generation. Offiziell von Fabergé Ltd. als Werkmeister ernannt kreiert er mit seinem Team Schmuck und Objets d’Art.